# Giorgio Chiellini
Giorgio Chiellini (Pisa, 14. kolovoza 1984.) bivši je talijanski nogometaš.

## Klupska karijera

### Livorno
Livornu se Chiellini pridružio u dobi od samo šest godina. Chiellini je za prvu momčad Livorna debitirao u sezoni 2000./01. Juventus je kupio pola Chiellinijevog ugovora u ljeto 2002. godine, no Juve ga odmah posuđuje Livornu. U srpnju 2004. Juventus kupuje i drugu polovicu Chiellinijevog ugovora te on postaje u potpunosti igrač torinske Stare Dame.

### Fiorentina
Nakon što je Juventus kupio i drugu polovicu Chiellinijevog ugovora u ljeto 2004. godine odmah je tu istu prodao Fiorentini. Sljedeću sezonu proveo je u toskanskom klubu.

### Juventus
Nakon vrlo dobre sezone u Fiorentini, Juventus je odlučio vratiti Chiellinija. Pod vodstvom trenera Fabia Capella redovito je igrao te je u sezoni u kojoj je Juventus osvojio naslov prvaka Chiellini igrao u 23 utakmice.

## Priznanja

### Klupska
Juventus
- Serie A (9): 2011./12., 2012./13., 2013./14., 2014./15., 2015./16., 2016./17., 2017./18., 2018./19., 2019./20.
- Serie B (1): 2006./07.
- Talijanski kup (9): 2014./15., 2015./16., 2016./17., 2017./18.
- Talijanski superkup (9): 2012., 2013., 2015., 2018.

## Vanjske poveznice
- Profil na Transfermarktu
- Profil na Soccerwayu